# Djupdalshöjden
Djupdalshöjden är ett naturreservat i Ljusnarsbergs kommun i Örebro län.
Området är naturskyddat sedan 2007 och är 486 hektar stort. Reservatet är ett stort högt beläget område som består av barrskogar, sumpskogar och myrar.